# Niklaus Riggenbach
Niklaus Riggenbach (Guebwiller, 21 maggio 1817 – Olten, 25 luglio 1899) è stato un ingegnere svizzero, inventore del tipo di cremagliera omonima e progettista di locomotive a vapore.

## Biografia
Niklaus Riggenbach, fu un ingegnere, progettista e costruttore di locomotive a vapore; la sua maggiore notorietà è dovuta all'invenzione del particolare tipo di cremagliera che da lui prende nome.
Il Riggenbach nacque il 21 maggio del 1817 a Guebwiller in Alsazia da una famiglia di origine svizzera. All'età di 8 anni, dopo la morte del padre, si trasferì con la madre a Basilea. A 16 anni iniziò l'apprendistato come meccanico completando i suoi studi tecnici. Nel 1837 trovò un impiego a Parigi e studiando nei corsi serali si approfondì nella Matematica e nella Fisica. Con l'apertura della ferrovia Parigi-Saint Germain, nel 1839, scoprì la sua vera vocazione di costruttore di locomotive.
Nel giugno del 1840 si trasferì nuovamente; a Karlsruhe, in Germania trovò un impiego nella fabbrica di Emil Kessler di cui presto divenne direttore e fu coinvolto nella progettazione e nella costruzione di oltre un centinaio di locomotive a vapore di cui una venne provata sulla nuova linea svizzera a nord di Zurigo nell'estate del 1847. In seguito alla costruzione della ferrovia tra Basilea e Olten nel 1853 ottenne la carica di capo del reparto trazione delle Ferrovie della Svizzera centrale sviluppando miglioramenti e modifiche tecniche.
Ma la sua maggiore occupazione fu nello studiare sistemi che permettessero di aumentare l'aderenza sulle linee a forte pendenza. Nel passato erano stati adottati sistemi molto complessi e spesso eccessivamente macchinosi; egli comprese che un sistema di ruote dentate poste sotto la locomotiva poteva risolvere meglio il problema ingranando su una rotaia speciale posta al centro dei binari.
La sua prima esperienza pratica con una locomotiva avvenne nel 1862 e il 12 agosto 1863 brevettò la sua invenzione in Francia. La ferrovia Vitznau-Rigi inaugurata nel 1871 fu la prima linea in Europa ad essere costruita con il sistema Riggenbach.
In Italia il suo sistema di cremagliera trovò applicazione nella tranvia Napoli Museo-Torretta
Morì ad Olten il 25 luglio 1899.